# Dominikus von Silos

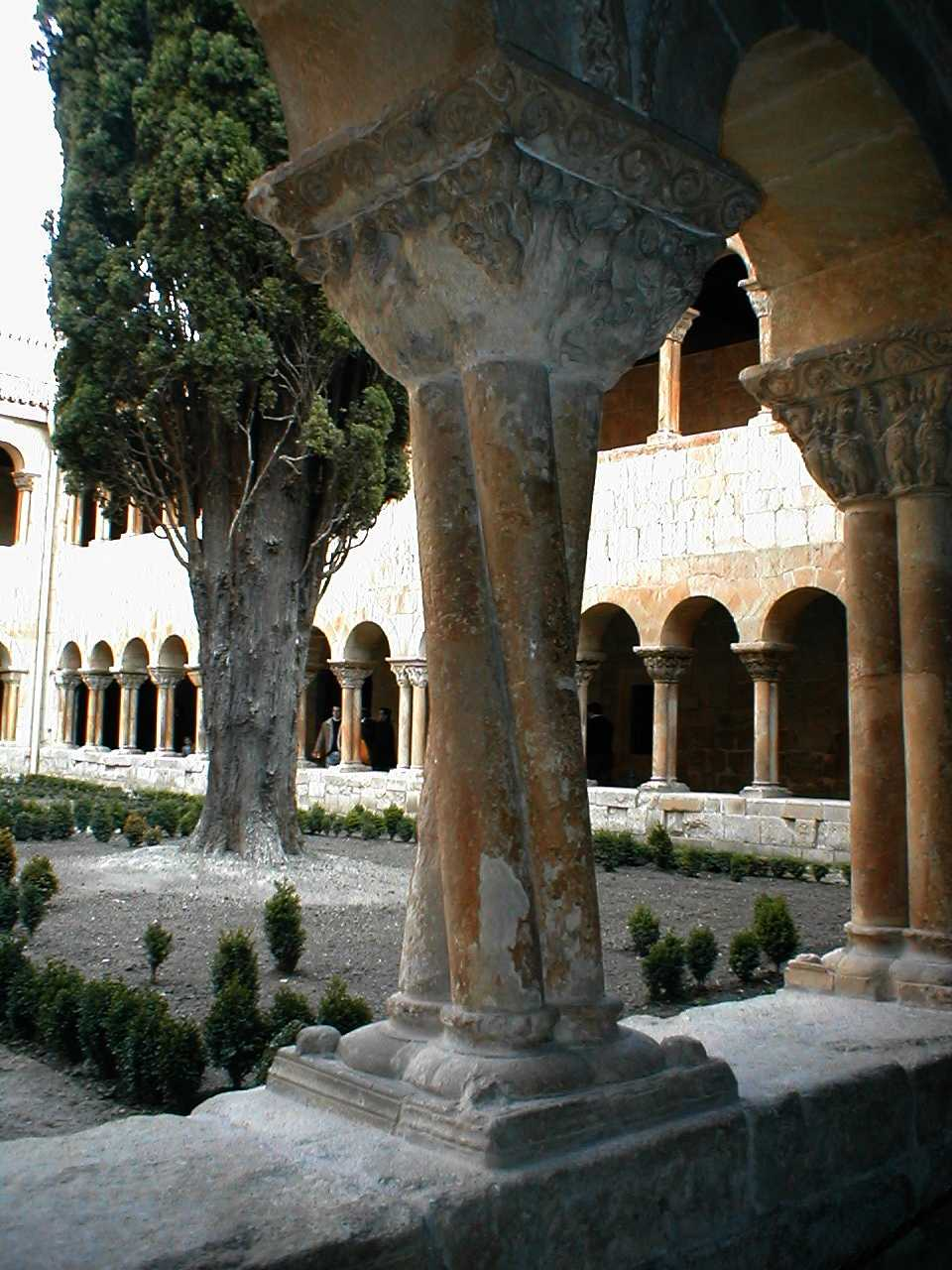
Kreuzgang (claustro) des Klosters Santo Domingo de Silos

Dominikus von Silos Ordo Sancti Benedicti, OSB (spanisch Domingo de Silos, ursprünglich Domingo Manso, * um 1000 in Cañas bei Logroño; † 20. Dezember 1073 in Silos) ist ein in Spanien populärer Heiliger der römisch-katholischen Kirche. Sein Gedenktag ist der 20. Dezember.

## Biografie
Der Überlieferung zufolge entstammte Dominikus einer wohlhabenden Familie. In seiner Jugend hütete er das Vieh seiner Eltern. Im Alter von 26 Jahren wurde er zum Priester geweiht; um 1030 trat er in den Benediktinerorden ein. Er wurde 1038 zum Prior in der Abtei San Millán de la Cogolla gewählt. Wenige Jahre darauf geriet er mit dem König García I. von Navarra in Streit über Besitzungen des Klosters und musste ins benachbarte Königreich Kastilien fliehen. Dort übertrug König Ferdinand I. ihm die Leitung der Abtei San Sebastián de Silos; Dominikus führte sie ab 1041 als Abt zu einer wissenschaftlichen und kulturellen Blüte, von der das ehemalige Skriptorium und die Bibliothek noch heute Zeugnis ablegen. Das Ende der Arbeiten an dem wahrscheinlich noch von ihm in Auftrag gegebenen Kreuzgang (claustro) erlebte er nicht mehr – er starb im Jahr 1073.

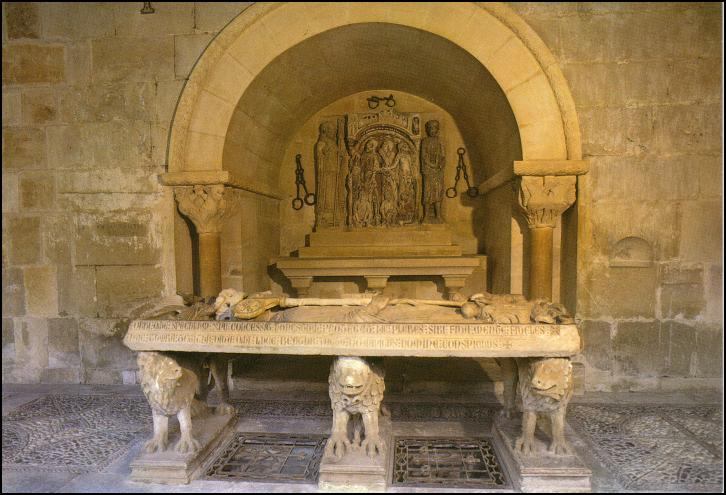
Kenotaph des Heiligen im Kreuzgang des Klosters – im Hintergrund ein Relief und die Ketten von befreiten oder losgekauften christlichen Gefangenen

## Verehrung
Über die Heiligsprechung Domingo de Silos liegen keine Unterlagen vor. Das Kloster von Silos mit seiner Grabstätte lag nur wenige Kilometer vom spanischen Jakobsweg (Camino de Santiago) entfernt; es trug ab etwa 1110 seinen Namen und wurde zu einem bedeutenden Wallfahrtsort des Mittelalters. Dominikus von Silos wurde als Schutzpatron der Hirten und Gefangenen verehrt. Zahlreiche Kirche im Norden Spaniens tragen sein Patrozinium.
Der altspanische Dichtermönch Gonzalo de Berceo widmete ihm im 13. Jahrhundert eine Vita in kastilischen Versen.